# Bobby Hebb
Bobby Hebb, né Robert Von Hebb à Nashville (Tennessee, États-Unis), le 26 juillet 1938 et mort le 3 aout 2010 dans la même ville, est un auteur et chanteur américain, célèbre pour son enregistrement de Sunny en 1966.
Le 23 novembre 1963, le lendemain de l'assassinat de John F. Kennedy, le frère de Bobby Hebb est poignardé mortellement lors d'un combat à l'extérieur d'un night club de Nashville. Hebb est anéanti par les deux évènements et cherche le réconfort dans l'écriture. La chanson qu'il écrit est l'optimiste Sunny.
Sunny a été enregistré par, entre autres, Marvin Gaye, Boney M, Cher, Georgie Fame, Johnny Rivers, Frank Sinatra avec Duke Ellington, Ella Fitzgerald (1970), the Electric Flag, James Brown avec Marva Whitney, The Four Seasons, Christophe Willem, the Four Tops, Richard Anthony, Wilson Pickett, Les McCann, George Benson, Stanley Turrentine (1966), Johnny "Hammond" Smith (1966) Henry Cain (1967), The Young Holt Trio (1966), Jerome Richardson (1968), Jack McDuff avec David "Fathead" Newman (1968), Jose Feliciano (1968), Stevie Wonder (1968), Dusty Springfield, Mos Doli (2005), Harry Manx & Kevin Breit (2011).
Le 3 août 2010, Bobby Hebb décède d'un cancer du poumon alors qu'il était soigné au TriStar Centennial Medical Center, situé à Nashville.